# التدخل العسكري في غامبيا
التدخل العسكري في غامبيا أو رسميا عملية استعادة الديمقراطية (بالفرنسية: Opération Restore Democracy)‏ بدأت في 19 يناير 2017 في غامبيا، وتقودها المجموعة الاقتصادية لدول غرب إفريقيا (CÉDÉAO أو ECOWAS) لإجبار الرئيس الغامبي يحيى جامع على ترك وتسليم السلطة للرئيس آداما بارو، المنتخب إثر الانتخابات الرئاسية الغامبية 2016. تم إعطاء مهلة نهائية لجامع، الذي قرر في 21 يناير تسليم السلطة ومغادرة البلاد.

## الأحداث
في 1 ديسمبر 2016، تم تنظيم الانتخابات الرئاسية الغامبية 2016، وفاز بها آداما بارو بعد تحصله على 43.3% من الأصوات، مقابل 39.3% تحصل عليها الرئيس المنتهية ولايته يحيى جامع، والذي يمسك بمقاليد السلطة منذ 22 سنة. رفض يحيى جامع نتيجة الانتخابات ورفض تسليم السلطة. 

في 19 يناير، أدى الرئيس المنتخب آداما بارو اليمين الدستورية ونصب كرئيس لغامبيا، وذلك في سفارة غامبيا في السنغال. تم الاعتراف به مباشرة كرئيس لغامبيا من قبل الأمم المتحدة والاتحاد الأفريقي والمجموعة الاقتصادية لدول غرب إفريقيا. في العاصمة الغامبية بانجول، خرج العديد من المواطنين للاحتفال بالتنصيب. قائد القوات المسلحة الغامبية، الجنرال عثمان بادجي، انضم للمتظاهرين.

في 19 يناير مساءً، دخلت القوات المسلحة من السنغال ونيجيريا وغانا إلى غامبيا من جميع الاتجاهات ومستعملة كل الوسائل من القوات البرية والجوية والبحرية، وذلك حسب الكولونيل عبدول نديايي، الناطق الرسمي باسم الجيش السنغالي.

وقعت مناوشات في كازامانس جنوب السنغال بين القوات المسلحة السنغالية والمتمردين الانفصاليين من حركة القوات الديمقراطية لكازامانس، القريبين من نظام يحيى جامع.

في الليلة الفاصلة بين 19 و20 يناير، تقرر تمديد المهلة للرئيس يحيى جامع حتى منتصف النهار من يوم 20 يناير للتنحي وذلك بوساطة نهائية عبر وفد يتكون من رؤساء ليبيريا وموريتانيا وغينيا، بينما قال رئيس غينيا ألفا كوندي إنه سيبدأ ما وصفها بآخر وساطة لحل الأزمة في غامبيا. 

في 21 يناير، نظم الرئيس المنتهية ولايته يحيى جامع ندوة صحفية قرر فيها التنحي عن السلطة، وذلك بعد وساطة من رئيس موريتانيا محمد ولد عبد العزيز ورئيس غينيا ألفا كوندي، وقال جامع أن قراره جاء «حقنا للدماء ومنعا للتدخلات الخارجية، وتجنبا لنشوب حرب» في غامبيا، فيما أضاف أنه سيغادر البلاد مع كل عائلته وأقاربه بشرط عدم تتبعه أو ملاحقته أو طلب تسليمه.

## ردود الفعل
- الأمم المتحدة: أصدر مجلس الأمن التابع للأمم المتحدة في 19 يناير بالإجماع القرار 2337 الذي يدعو جامع للتنحي وتسليم السلطة سلميا للرئيس المنتخب بارو.
- الولايات المتحدة: قال مساعد وزيرة الخارجية للشؤون العامة جون كيربي أنه بلاده تدعم هذا التدخل العسكري.[3]
- فرنسا: هنأت فرنسا الرئيس المنتخب أداما بارو بتنصيبه رئيسا للبلاد، وأكدت على احترام اختيار الشعب الغامبي الذي يكرس قيم الديمقراطية. من جهة أخرى، رحبت فرنسا بالدور الذي تلعبه السيدياو بدعم من الاتحاد الأفريقي والأوروبي ومجلس الأمن، والذي يهدف لاحترام النظام الدستوري في غامبيا.[4]